# Seksualoplysning
Seksualoplysning er oplysning om seksualitet og prævention. I dag først og fremmest undervisning i skolen om seksuallivet.
I de senere år er seksualoplysningen ofte blevet suppleret af andre tilbud i og udenfor skoletiden. Der kan arrangeres forskellig ung-til-ung-rådgivning, for eksempel det amtsstøttede projekt seksualisterne, ungdomsringens projekt om sex, vold og stoffer, eller de medicinstuderendes sexexpressen, der alle går ud på at give seksualundervisningen et ungt præg, og vigtigst: At det foregår i andet regi end en time med klasselæreren.
Lysthuset i Århus og foreningen Sex og Samfund i København giver også seksualundervisning til skoleklasser. Sidstnævnte har også andre målgrupper end folkeskolen, bl.a. indvandrerkvinder.